# Systropus acutus
Systropus acutus är en tvåvingeart som beskrevs av Joseph Hannum Painter 1963. Systropus acutus ingår i släktet Systropus och familjen svävflugor. Inga underarter finns listade i Catalogue of Life.